# Čištění odpadních vod

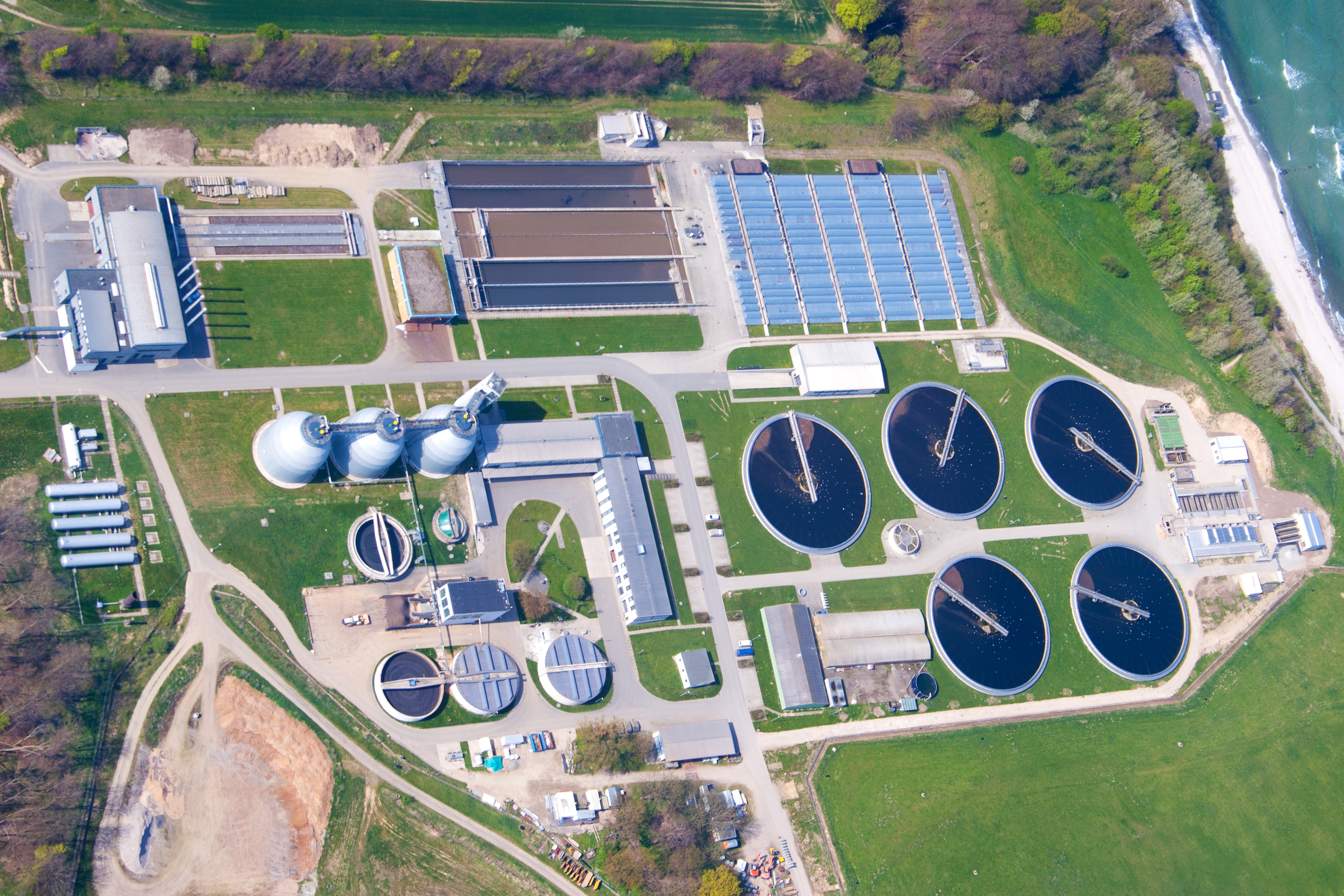
Čistírna odpadních vod nedaleko Kielu

Čištění odpadních vod je proces zlepšování kvality odpadní vody. Intenzivně probíhá na čistírnách odpadních vod, mnohem pomaleji i samovolně v přírodě během procesu samočištění.

## Metody čištění
Pro čištění odpadních vod se používají chemické, fyzikálně-chemické i biologické metody.
Fyzikální, chemické a fyzikálně-chemické metody:
- sedimentace (usazování) – využívá ji lapák štěrku, lapák písku, usazovací nádrž, atd.
- vzplývání a flotace – například lapák tuků
- odstřeďování
- filtrace
- magnetická separace
- iontová výměna
- membránové separační procesy
- koagulace
- neutralizace

a další.
Biologické metody:
- aerobní procesy – aktivační systémy, biofilmové reaktory
- anaerobní procesy

Typem biologických čistíren jsou tzv. kořenové čistírny, aktivační systémy, biofiltry, oxidační příkopy nebo zemní filtry.
Odpadní vody jsou zde čištěny za pomoci bakterií a dalších mikroorganismů (houby, kvasinky, prvoci…), převážně jde o biochemické enzymatické procesy.
Nejprve se přefiltrují větší pevné odpady (na česlích apod.), poté se voda napustí do usazovacích nádrží a pevné látky se nechávají usazovat. Další cesta vede v případě nejběžnějšího procesu do tzv. aktivačních nádrží s mikroorganismy (bakteriemi), které postupně přemění rozpuštěné i koloidní odpadní látky ve vodě na biomasu a plyny (např. CO2, CH4, H2S, H2, N2 – dle typu procesu). Časté jsou i vícestupňové procesy – např. nejprve anaerobní čištění a následně aerobní čištění, nebo anaerobní, pak anoxické a aerobní čištění.
Po biologickém čištění se obvykle provádí fyzikální separace biomasy od vyčištěné odpadní vody – sedimentací, flotací, filtrací, membránovou separací. Takto vyčištěná voda je vypuštěna do řeky. Pro odstranění zbytků léčiv a hormonů je vyvíjena metoda caviplazma (kavitace).

## Samočištění vody v přírodě
Samočištění vody je přirozený přírodní proces, při kterém se voda čistí pomocí mikroorganismů a vzdušného kyslíku, u podzemních vod také filtrací průchodem před vodopropustné geologické vrstvy. Maximální účinnost čištění vody dosahuje příroda jejím odparem a zpětnou kondenzací, která probíhá prakticky neustále v zemské atmosféře.